# Kasteel van Eutin
Het Kasteel van Eutin (Duits: Schloss Eutin of Eutiner Schloss) is een kasteel in het stadje Eutin in de deelstaat Sleeswijk-Holstein in Duitsland. Het is gelegen ten oosten van het stadje, aan de Großer Eutiner See.

## Geschiedenis
Vanaf de 12e eeuw waren er controverses tussen de stad Lübeck en haar burgers enerzijds, en de bisschoppen van Lübeck anderzijds. Een bisschop Burkhard von Serkem liet in het begin van de 14e eeuw daarom buiten de stad Lübeck, op een eilandje in de Große Eutiner See, op de plaats van zijn oude residentie een versterkt kasteel bouwen. In de 15e eeuw werd de ronde poorttoren aan het kasteel toegevoegd, die er nog steeds staat.

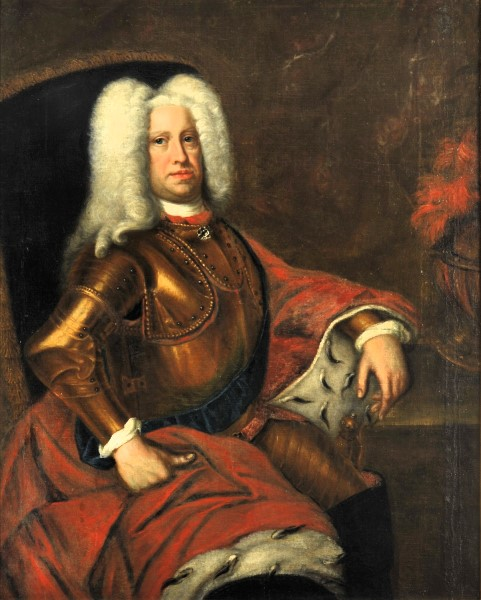
Christiaan August

Het oorspronkelijk middeleeuwse kasteel was in 1689 afgebrand, daarna hersteld, en tijdens een korte oorlog tussen het prinsbisdom Lübeck en Denemarken in 1705 door Deense troepen bezet en zwaar beschadigd. Het werd in opdracht van Christiaan August van Sleeswijk-Holstein-Gottorp, prinsbisschop van Lübeck en regent van het Hertogdom Sleeswijk-Holstein-Gottorp, in 1717 door de befaamde architect Rudolph Matthias Dallin omgebouwd in barokstijl. Christiaan Augusts opvolger was van 1726-1727 Karel van Sleeswijk-Holstein-Gottorp en vanaf 1727 diens jongere broer Adolf Frederik van Zweden, die van 1751-1771 ook koning van Zweden was. Van 1750 af was Frederik August prins-bisschop. Diens opvolger was Peter I van Oldenburg. In 1803 werd het prinsbisdom Lübeck geseculariseerd.
Onder alle vorsten tot en met Frederik August (overleden in 1785), die van tijd tot tijd op kasteel Eutin verbleven, ontwikkelde het slot zich tot een zeer belangrijk centrum van cultureel leven. Peter I gebruikte het Eutiner Schloss als zomerresidentie en ook toen ging er nog een krachtige impuls voor literatuur, kunst en wetenschap van uit.
Van 1828-1845 werd het kasteel ingrijpend verbouwd in classicistische stijl, en het bleef tot 1918 de zomerresidentie van de groothertogen van Oldenburg.
Na de Tweede Wereldoorlog raakte het Eutiner Schloss in verval, doordat het noodgedwongen als opvang voor daklozen en vluchtelingen moest fungeren. Na restauraties in 1957 en 1997-2006 verkreeg het kasteel een museale functie. Schloss Eutin heeft een groot koetshuis (Marstall), waarin het Ostholstein-Museum Eutin is gevestigd. De tuinen en parken rondom het kasteel zijn deels als Engelse landschapstuin ingericht.

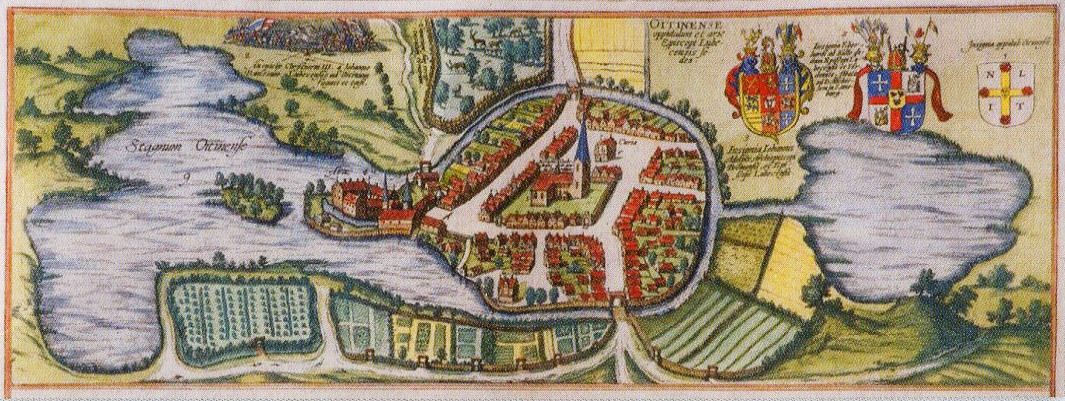
Prent van Eutin door Frans Hogenberg, 1586, kasteel (links) en stad (rechts). Het zuiden is de bovenzijde.